# Antrophyum alatum
Antrophyum alatum är en kantbräkenväxtart som beskrevs av Brackenr. Antrophyum alatum ingår i släktet Antrophyum och familjen Pteridaceae. Inga underarter finns listade.